# Rick Bright
Rick Arthur Bright (Hutchinson (Kansas), Kansas, 7 juni 1966) is een Amerikaans immunoloog, vaccinoloog, voormalig volksgezondheids-autoriteit en klokkenluider.
Bright was van 2016 tot 2020 directeur van het Biomedical Advanced Research and Development Authority (BARDA). In mei 2020 diende hij een schriftelijke klokkenluidersklacht in, waarin hij aan de kaak stelde dat zijn vroege waarschuwingen over de COVID-19-pandemie door het kabinet-Trump werden genegeerd en onwettig tegen hem werden gebruikt door hem uit zijn functie te ontheffen en te degraderen tot een lagere post bij een van de nationale gezondheidsinstituten. Op 6 oktober 2020 trok Bright zich terug uit de overheidsdienst, verwijzend naar de politieke omgang van het kabinet-Trump met de wetenschappelijke overheidsinstituten.
Op 9 november 2020 werd hij benoemd tot lid van president-elect Joe Biden's COVID-19 Adviesgroep.

## Afkomst en opleiding
Bright werd geboren en groeide op in Hutchinson, Kansas. In 1984 behaalde hij zijn diploma aan de Hutchinson High School. Na twee jaar studie aan de University of Kansas, ging hij in militaire dienst en na zijn ontslag verwierf hij de Bachelor of Science-graad in Biologie (medische technologie) en Fysieke wetenschappen (chemie) van de Auburn University in Montgomery (Alabama).
In 2002 behaalde Bright een Ph.D. in immunologie en moleculaire pathogenese (virologie) van de Divisie van Biologische en Biomedische Wetenschappen aan de Emory Universiteit School of Medicine. Zijn proefschrift was getiteld: "Studies on pathogenicity and control of H5N1 influenza A viruses in mice". Brights doctoraal adviseur was Jacqueline Katz.
In 2010 voltooide Bright het Advanced Course in Vaccinology (ADVAC) van de Fondation Mérieux en de Universiteit van Geneve in Frankrijk.

## Carrière
Na van 1990 tot 1998 werkzaam te zijn geweest bij een drietal laboratoria, werkte hij van 1998 tot 2002 bij de Centers for Disease Control and Prevention (CDC) in Atlanta, Georgia, in de Griep-sectie waar hij het subtype H5N1-griepvirus onderzocht.
Van 2002 tot 2003 verhuisde Bright om te gaan werken bij de farmaceutische maatschappij Altea Therapeutic in Atlanta, Georgia, waar hij een senior wetenschappelijk onderzoeker was in het Vaccin- en Immunologie-programma.
In 2003 keerde hij als immunoloog en viroloog terug naar de CDC, waar hij werkzaam was met het antivirale medicijnprogramma en zich concentreerde op vogelgriep.
Van 2006 tot 2008 keerde hij terug naar de private sector bij de biotechnologische industrie van Novavax in Maryland, waar hij vicepresident was van zowel het globale griep-programma, als van hun vaccin- als ontwikkelingsprogramma.
Tijdens zijn werk daar was hij adviseur van de WHO en het ministerie van Defensie (DOD) en kreeg hij de prestigieuze Charles C. Shepard Science Award for Scientific Excellence, toegekend door de CDC en de WHO. Gedurende die tijd was hij ook deelnemer in de World Health Organization (WHO) en wel voor de commissies voor vaccin-ontwikkeling en preventie van pandemieën.
In februari 2008 werkte Bright op non-profit basis voor een door de Bill & Melinda Gates Foundation gesteunde project voor de bouw van een laboratorium voor de ontwikkeling van vaccins in Vietnam. Hij was ook de wetenschappelijk directeur van zowel het griepvaccin project als het globale vaccin-ontwikkelingsprogramma, een post die hij hield tot oktober 2010.
In 2010 trad Bright in dienst van het ministerie van Volksgezondheid (HHS), bij het overheidsinstituut Biomedical Advanced Research and Development Authority (BARDA). Hij begon er als programmaleider van BARDA's International Programs. In juni 2011 werd hij hoofd van het ontwikkelingsprogramma van het antivirale medicijnprogramma tegen griep, een post die hij bekleedde tot december 2011.
Van juni 2011 tot december 2015 was hij zowel plaatsvervangend directeur, als directeur van BARDA's Influenza and Emerging Diseases Division om uiteindelijk van december 2014 tot november 2016 als directeur van de totale BARDA-divisie te fungeren. Van februari tot november 2016 was hij leider van de ASPR/BARDA-taskforce ter bestrijding van de zika-virus-epidemie.
Op 15 november 2016 benoemde president Obama hem na een scherpe selectieprocedure tot directeur van BARDA. Hij volgde daarmee de oprichter van het Robin Robinson. Als zodanig was hij tevens plaatsvervangend onderminister voor Preventie en Behandeling (ASPR).
Op 20 april 2020, midden in de COVID-19-pandemie in de V.S., werd Bright overgeplaatst naar de National Institutes of Health (NIH). Een woordvoerder van het ministerie van Volksgezondheid verklaarde dat zijn nieuwe rol was "te helpen bij het versnellen van de ontwikkeling en het inzetten van nieuwe aandachtspunten voor testplatforms".
Bright karaktiseerde zijn overplaatsing als een rancuneuze degradatie en verzocht de Generaal Inspecteur van het ministerie van Volksgezondheid te onderzoeken. Sinds 5 mei heeft Bright zich echter niet gemeld bij het NIH om met zijn nieuwe taak te beginnen.

## Klokkenluidersklacht COVID-19
In 2020 werd Bright klokkenluider naar aanleiding van de toenemende politieke inmenging door het kabinet-Trump bij wetenschappelijke overheidsinstituties. Op 5 mei 2020 diende hij een schriftelijke klokkenluidersklacht in tegen het ministerie van Volksgezondheid (HHS) in bij het Office of Special Counsel, een onafhankelijk overheidsagentschap dat klokkenluiders beschermt.
De klacht bevatte een aantal begeleidende bewijsstukken, waarvan slechts enkele openbaar werden. Zijn verwijten kwamen erop neer dat zijn vroege waarschuwingen over het coronavirus genegeerd werden.
In zijn klacht verzocht Bright om weer in zijn functie hersteld te worden door opheffing van het besluit om hem te degraderen naar een lagere post als vergelding voor zijn waarschuwingen. Enerzijds voor de gevaren van het virus en anderzijds voor zijn verzet tegen het lukraak voorschrijven van hydroxychloroquine, een medicijn tegen malaria, dat werd gepromoot door president Donald Trump en diens supporters als een potentieel wondermiddel tegen COVID-19 maar dat in concrete gevallen de sterfte verhoogde.
Bright suggereerde dat bij het kabinet-Trump "vriendjespolitiek" een hogere prioriteit heeft dan "wetenschap" en dat het kabinet druk uitoefende om bij de besluitvorming politiek doorslaggevend te doen zijn boven de wetenschap.
Op 8 mei 2020 concludeerde het U.S. Office of Special Counsel dat er "redelijke geloofwaardige gronden" zijn dat het ministerie van Volksgezondheid HHS revanche heeft genomen op Bright en daarbij de Whistleblower Protection Act heeft overtreden, "omdat hij beschermde onthullingen deed in het uitdrukkelijke belang van het Amerikaanse publiek." Het Hof deed de aanbeveling dat Bright in ere hersteld moest worden en dat hij weer aangesteld moest worden als hoofd van BARDA. De aanbeveling was echter niet bindend en Bright's schorsing werd niet ongedaan gemaakt.
In een schriftelijk getuigenis van 14 mei 2020 tijdens de hearings in Congrescommissie voor Energie en Volksgezondheid, waarschuwde Bright dat "in 2020 de donkerste winter in moderne geschiedenis voor de Verenigde Staten zou aanbreken, als we er niet in zouden slagen een doorslaggevend antwoord te ontwikkelen om het virus te bestrijden: "Ons scala van mogelijkheden is aan het sluiten! Als we falen om een wetenschappelijk gefundeerd, gecoördineerde nationale response te ontwikkelen, vrees ik dat de pandemie erger zal worden en langer zal duren en ongekende ziektes en dodelijke slachtoffers zal brengen." 
Bright vertelde de subcommissie Volksgezondheid: "Levens komen in gevaar en ik geloof dat er werkelijk levens zijn verloren als gevolg van het nalaten door het kabinet-Trump van het ter harte nemen van mijn eerdere waarschuwingen." Hij wordt voor zijn klokkenluidersklacht bijgestaan door de advocate Debra Katz. Trump zette Bright in tweets weg als een ontevreden werknemer.
Op 6 oktober 2020 nam Bright ontslag uit zijn overheidsambt met verwijzing naar de politieke inmenging van het kabinet-Trump bij wetenschappelijke overheidsdiensten. In een bijlage bij de klokkenluidersklacht verklaarde Bright dat hij volgend op zijn degradatie, na 4 september "geen betekenisvol werk" kreeg en dat ministeriële autoriteiten zijn voorstel voor een strategie voor COVID-19-testen hadden afgewezen uit politieke overwegingen".
Ook hadden deze autoriteiten zijn aanvraag van een budget van 10 miljard dollars voor de ontwikkeling van een vaccin tegen COVID-19 van de hand gewezen.